# Устя (Кам'янець-Подільський район)
У́стя — село в Україні, у Слобідсько-Кульчієвецькій сільській територіальній громаді Кам'янець-Подільського району Хмельницької області.

## Назва
Назва села Устя походить від апелятива «устя» — «гирло», «місце, де зливаються дві річки». До слова, в Україні «Устя» — назва багатьох річок та населених пунктів. Історично зафіксовано назви «Устя Смотрицьке», «Устя Цвікловське».

## Географія

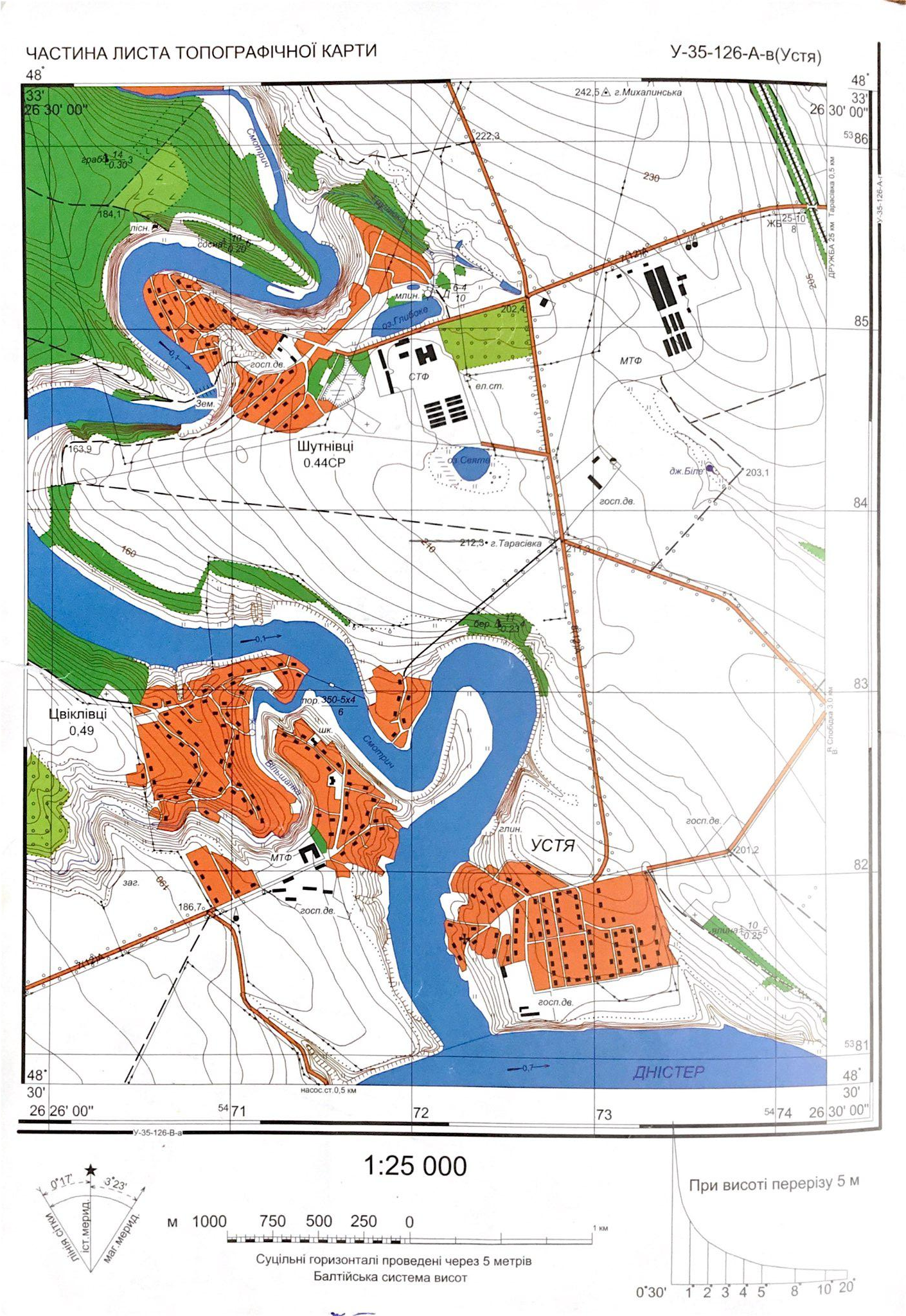
Топографічна карта села Устя, Цвіклівці, Шутнівці масштаб 1:25 000

Устя - наддністрянське село; розташоване в Щахідній Україні за 15 кілометрів автодорогами від Кам'янця-Подільського при впадінні річки Смотрич в Дністер. Через село проходить автошлях територіального значення Т 2325.

### Клімат
Устя знаходиться в межах вологого континентального клімату із теплим літом у так званому «теплому Поділлі», тут весна настає на 2 тижні раніше. Але діяльність людини призводить до зміни клімату та глобального потепління.

## Історія
Біля села Устя проходить Траянів вал Подністров'я. На території села виявлено городище, воно належало давньоруському населенню і входило до складу Галицько-Волинського князівства.
Устя вперше згадується в історичних документах 14 жовтня 1403 року: король Владислав II Ягайло надав Устя шляхтичу Пйотру Качоркові. Умовою надання було постійне проживання шляхтича в Поділлі.
6 листопада 1441 року польський король Владислав III записав Сигізмунду Кірдею з Оринина 100 гривень на селах Цвіклівці та Устя (Czwiklowcze et Uschcze) у Кам'янецькому повіті. В 1493 році село Устя знищене татарами.
За Дністром лежав один з основних татарських шляхів, яким татари йшли на Покуття, а звідти на Червону Русь. Тут в Усті була найкраща з 7 дністровських переправ. Тому Устя і ближні поселення в першу чергу руйнувались татарами і тут часто робили засідки на татар, які йшли через переправу.
У 1575 році в Усті проживав подільський воєвода Миколай Мелецький, який безупинно воював з татарськими загонами, які приходили на Поділля майже щороку.
В 1599 році Мелецький продав Устя Костянтину Могилі — сину валаського господаря Єремії, так Костянтин Могила став дідичом Устя. Сестри К. Могили були одружені з князями (Раїна — Михайлом Вишневецьким, Катерина — Самійлом Корецьким) дві інші — з поляками (Анна з Максиміліаном Пшерембським, Марія — Стефаном Потоцьким) і, коли батько його помер, він зайняв валаський трон за допомогою своїх зятів. Правління видалося недовгим — і Могила повернувся до Устя.
4 червня 1629 під Устям відбувся бій, у якому воєвода Станіслав Любомирський розгромив війська сина Кантемира Мурзи, Мамбет-султана, його самого було вбито, було взято в полон племіника Кантеміра та багато мурз. 1637 року тут з військом чекав на татар коронний гетьман Миколай Потоцький-«ведмежа лаба».
1694 під Устям вудбувся бій між військами гетьмана Яна Собеського, Сапеги, та німецьких генералів Тотвіна та Бранта з татарами, яких було 30.000, не рахуючи турків та волохів. У 18 столітті Устя належало Потоцькому, а пізніше Стажинському.
В XIX столітті в Усті були привіз, поромна переправа, корчма, маєток швейцарської архітектури та церква св. Параскеви (1866), збудована на місці старої відомої в 1565.
Внаслідок поразки визвольних змагань на початку XX століття, село надовго окуповане російсько-більшовицькими загарбниками.
Радянська окупація принесла колективізацію та розкуркулення, селяни зазнали репресій.
1923 року в Усті створено сільськогосподарську артіль «Сніп».
В 1932–1933 селяни села пережили Голодомор.
За одержання в 1937—1939 роках високого урожаю (15 центнерів зернових із гектара) місцевий колгосп «Червоний Жовтень» був учасником Всесоюзної сільськогосподарської виставки 1939 та 1940 років.
По закінченню Другої світової війни у 1946—1947 роках мешканці села вчергове пережили голод.
1970 року в Усті, де розміщувалася центральна садиба колгоспу «Україна», завершилося будівництво автоматизованого комплексу для відгодівлі 8 тисяч свиней на рік.
22 червня 1986 року в селі відкрито меморіальний комплекс Миколи Будняка (1961 — 1981) — односельця, який загинув в Афганістані.
З 1991 року село у складі незалежної України.
14 серпня 2017 року шляхом об'єднання сільських рад, село увійшло до складу Слобідсько-Кульчієвецької сільської громади. Об'єднання в громаду має створити умови для формування ефективної і відповідальної місцевої влади, яка зможе забезпечити комфортне та безпечне середовище для проживання людей.

## Населення
За переписом населення України 2001 року в селі мешкало 528 осіб.
Згідно перепису 2017 року селі проживало 495 особа, населення села скоротилось на 6,25 % порівняно зі 2001 роком.

### Мова
У селі поширена південноподільська говірка, що відноситься до подільського говору, який належить до південно-західного наріччя.
Розподіл населення за рідною мовою за даними перепису 2001 року:
| Мова       | Кількість | Відсоток |
| ---------- | --------- | -------- |
| українська | 522       | 98.68 %  |
| російська  | 5         | 0.94 %   |
| вірменська | 2         | 0.38 %   |
| Усього     | 529       | 100 %    |

## Культура

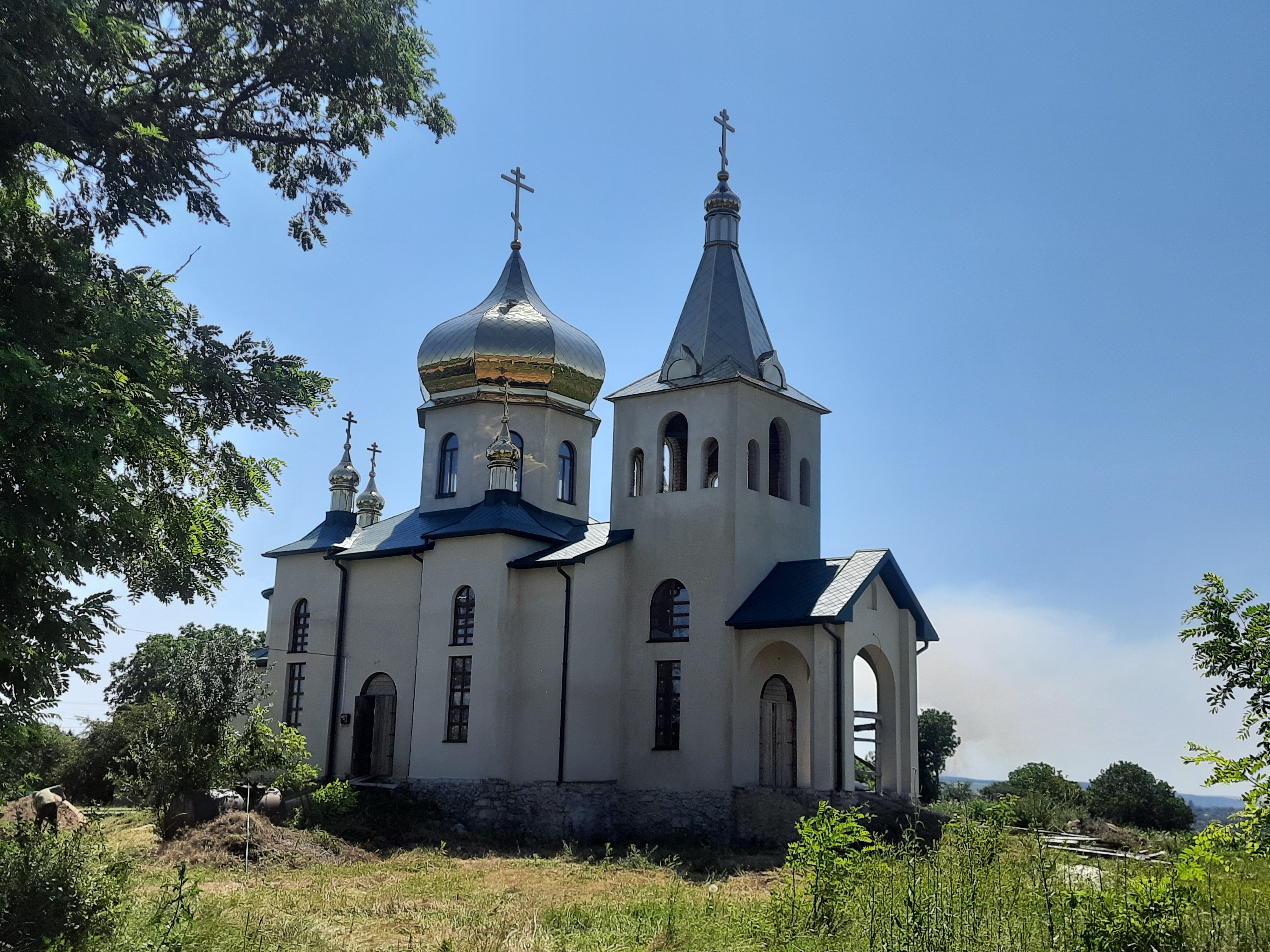
Церква Святої Параскеви

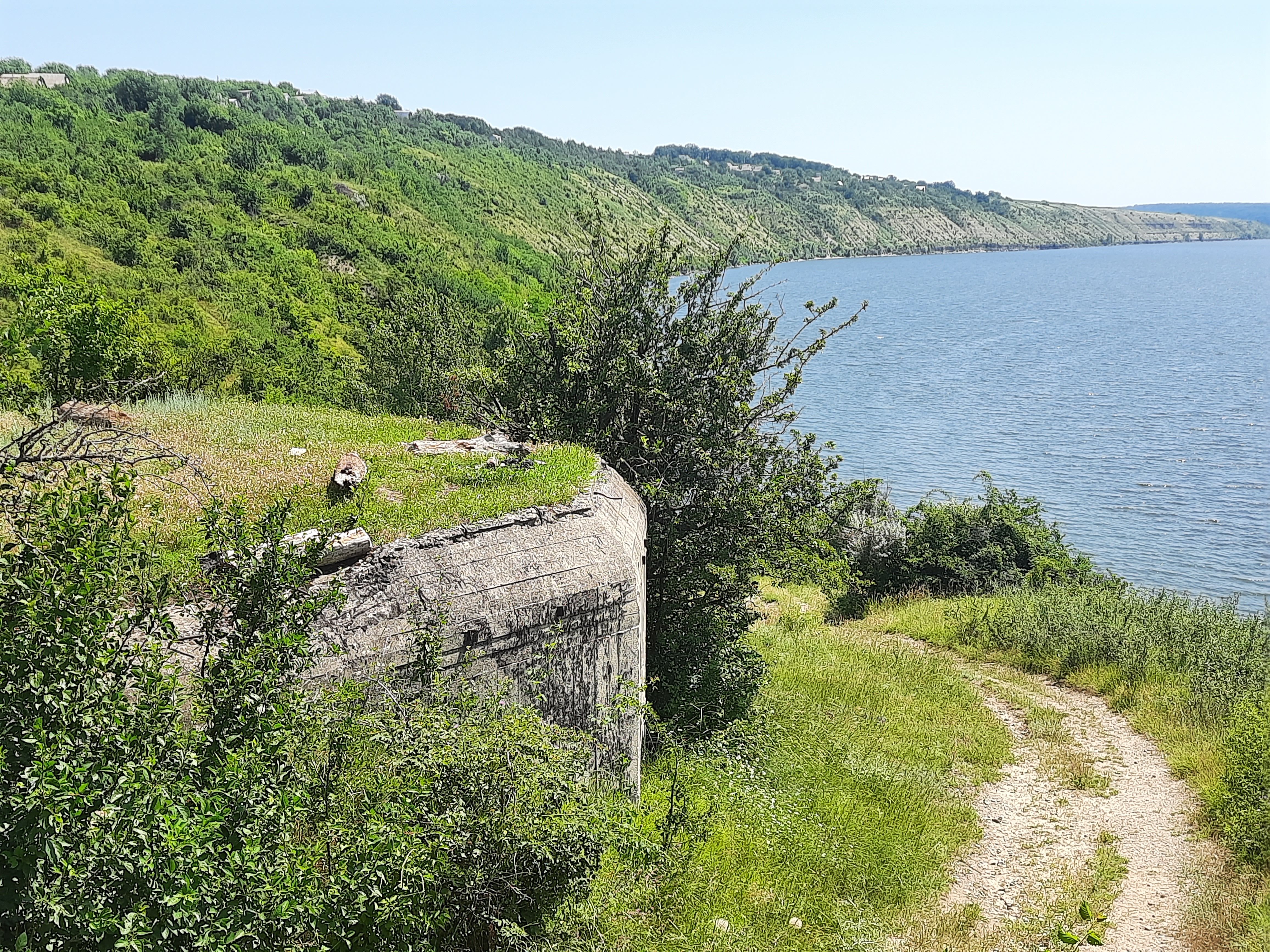
Довготривала оборонна точка

### Архітектура
Житловий будинок 1976 року із села Устя Кам'янець-Подільського району знаходиться в Музеї народної архітектури України у Києві.

### Народна творчість
У селі проводилися фольклорні записи. Зокрема записано казку «Іван — мужичий син» від місцевого жителя І. Вербухівського. Поміщена у збірнику Г. С. Сухобрус «Українські народні казки» (1953).

## Пам'ятки природи
- Розріз канилівської свити — геологічна пам'ятка природи
- Голова велетня — геологічна пам'ятка природи
- Голова вітязя — геологічна пам'ятка природи
- Устянський заказник — ботанічний заказник місцевого значення

## Туризм

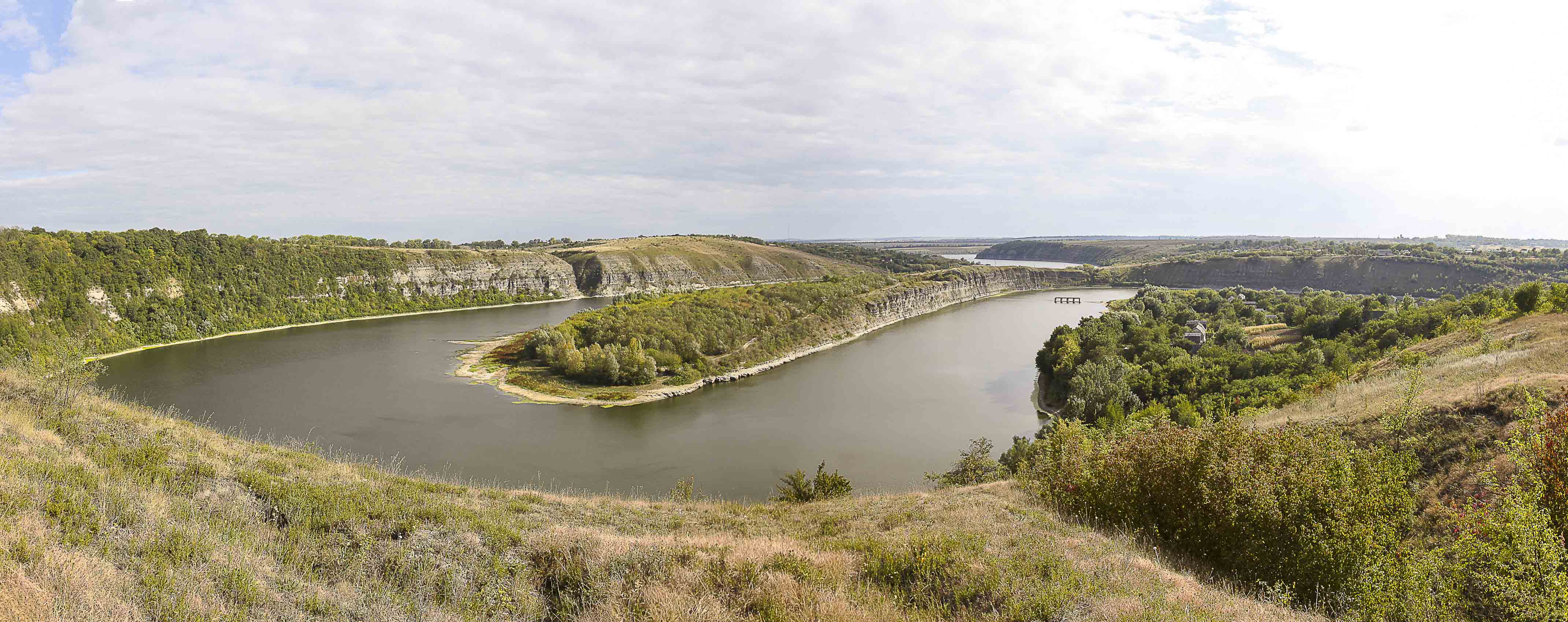
Оглядовий майданчик Гирло

Село є популярним місцем для відпочинку серед місцевого населення. Відстань 15 кілометрів від міста Кам'янець-Подільський до села займає до тридцяти хвилин на автомобілі. Часто жителі району обирають село Устя для дачі чи літнього відпочинку. Тут знаходиться декілька пляжів для відпочинку як: платних, приватних зі благо-устроєм, так і диких.
Колись на березі річки Смотрич у її дельті, функціонувала туристична база, зараз закрита, але поряд знаходиться декілька приватних садиб, які надають широкий спектр послуг для відпочинку, наприклад такі як: садиба Тарас Бульба, садиба Сонячна, садиба Виноградна долина та інші. Є можливість покататись на невеликих теплоходах чи швидкісних катерах. Пропонують також більш стримане дозвілля у вигляді прокату катамарану та байдарки.
Поряд зі селом знаходиться Устянський заказник та оглядовий майданчик Гирло. Також для любителів закинутих об'єктів біля села є ДОТ (Довготривала оборонна точка) (КПУР № 10) від Лінії Сталіна зі часів Другої світової війни.

## Охорона природи
Село лежить у межах національного природного парку «Подільські Товтри».
Також поряд знаходиться:
- Устянський заказник

## Галерея

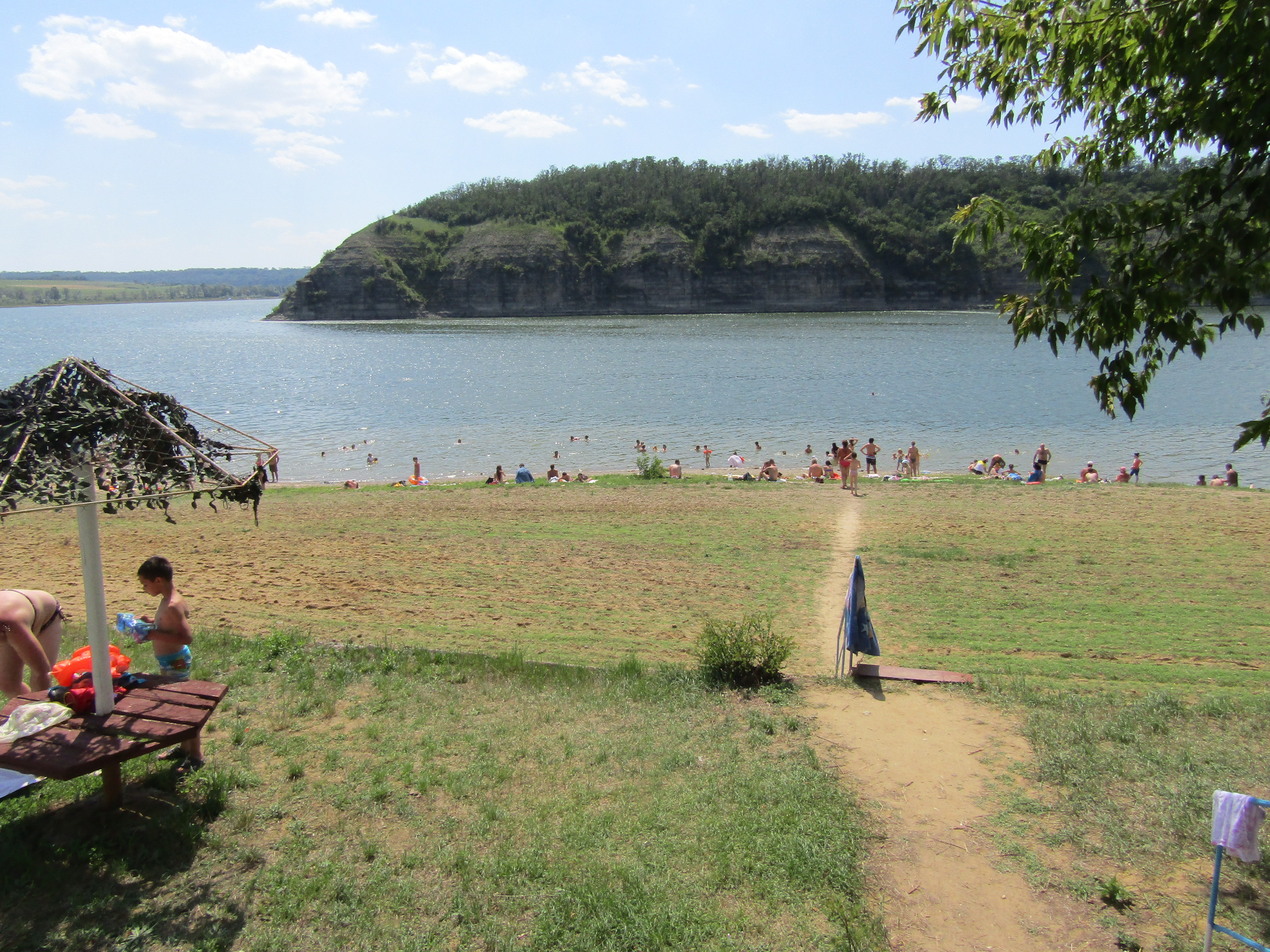
Устянський заказник
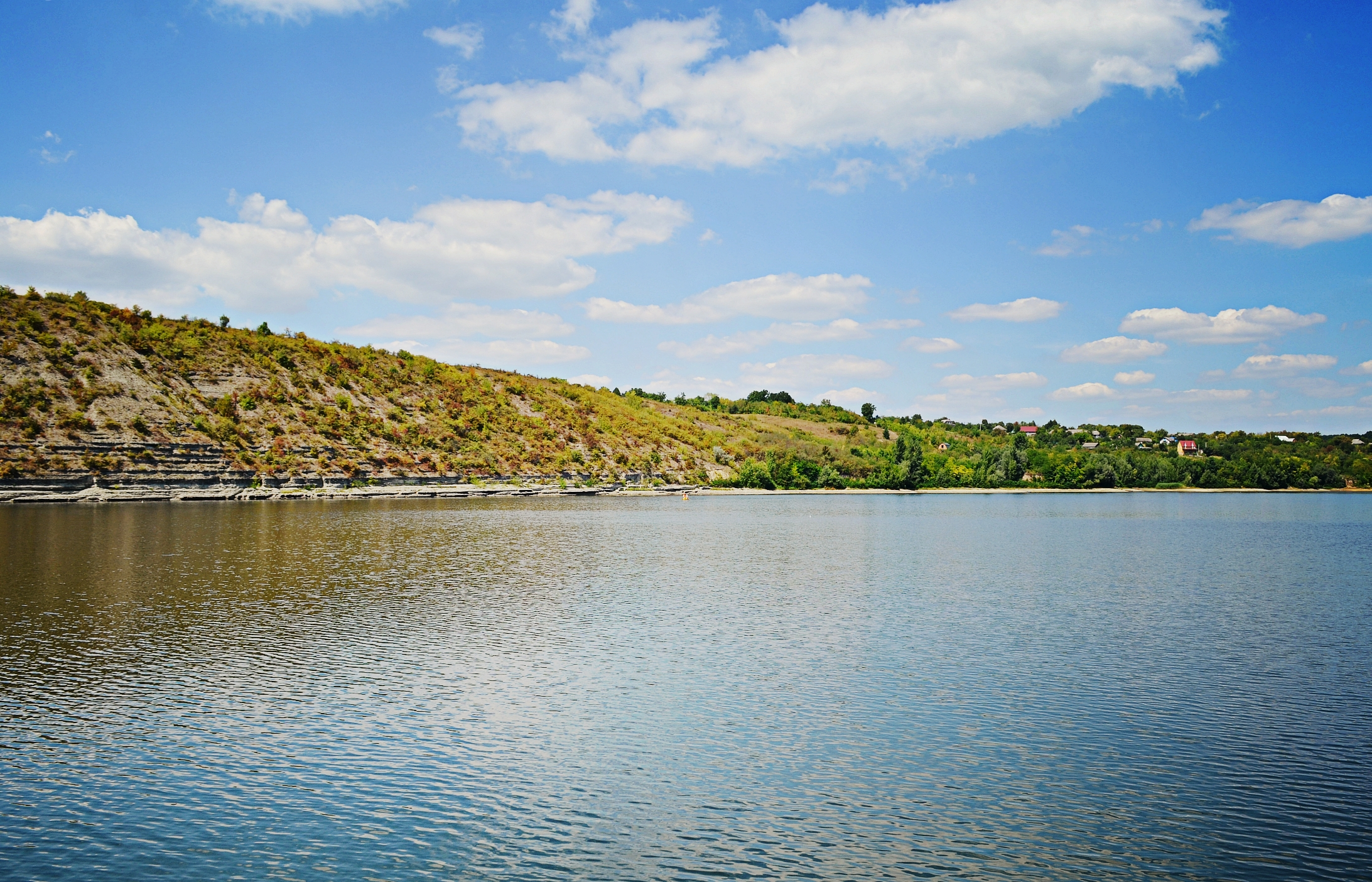
Устянські пейзажі
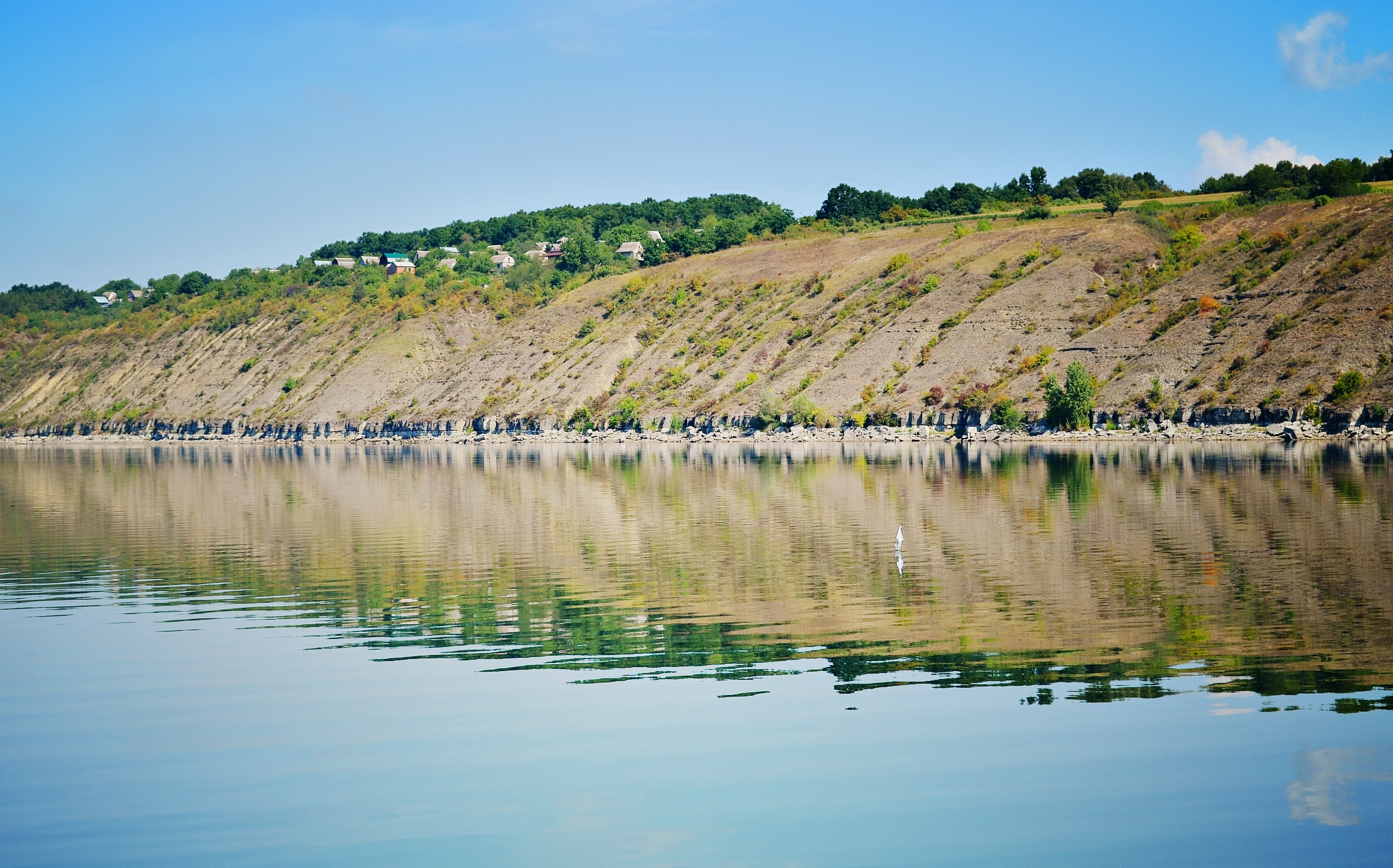
Дністер поблизу села Устя
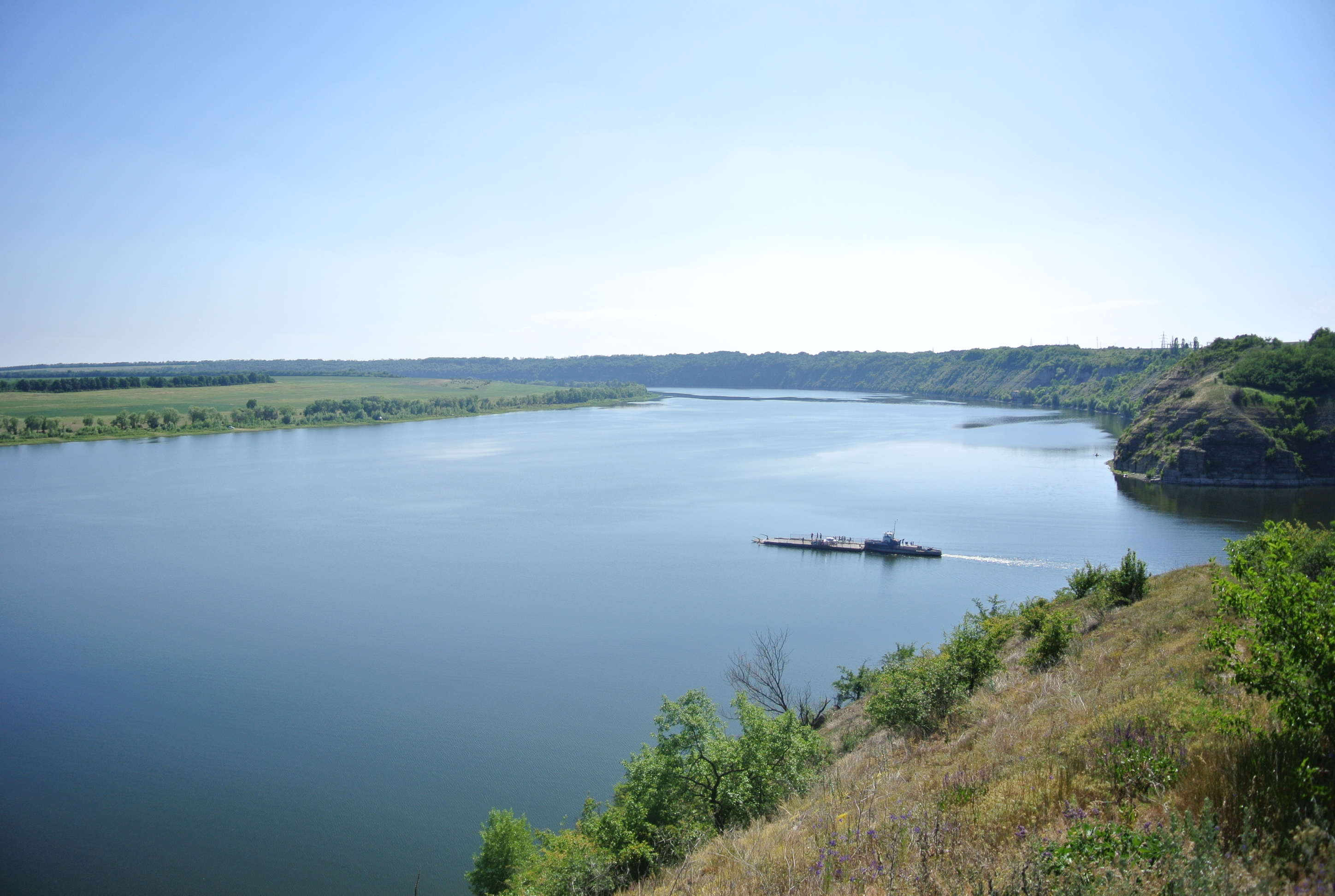
Поблизу села Устя
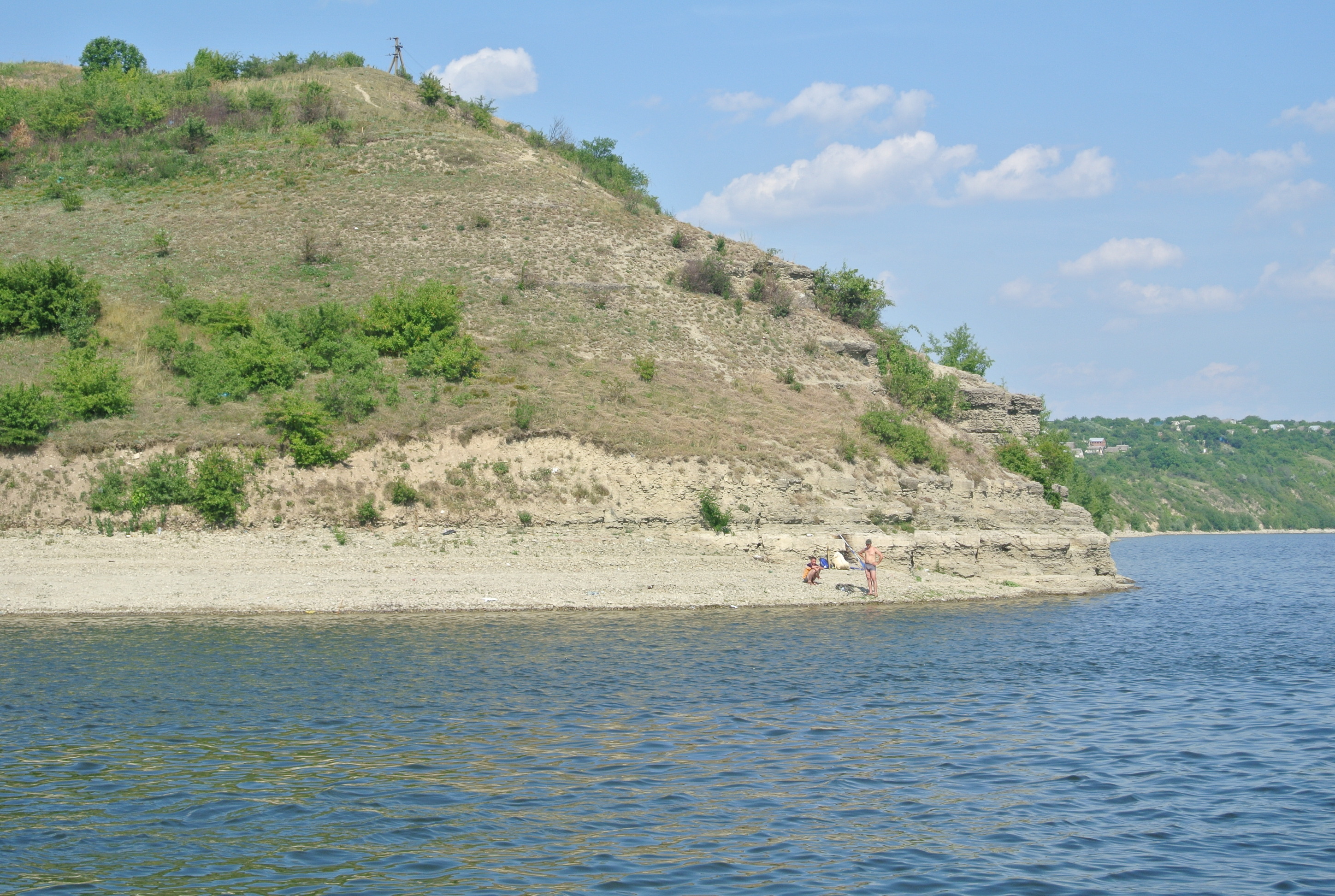
Дністер, село Устя
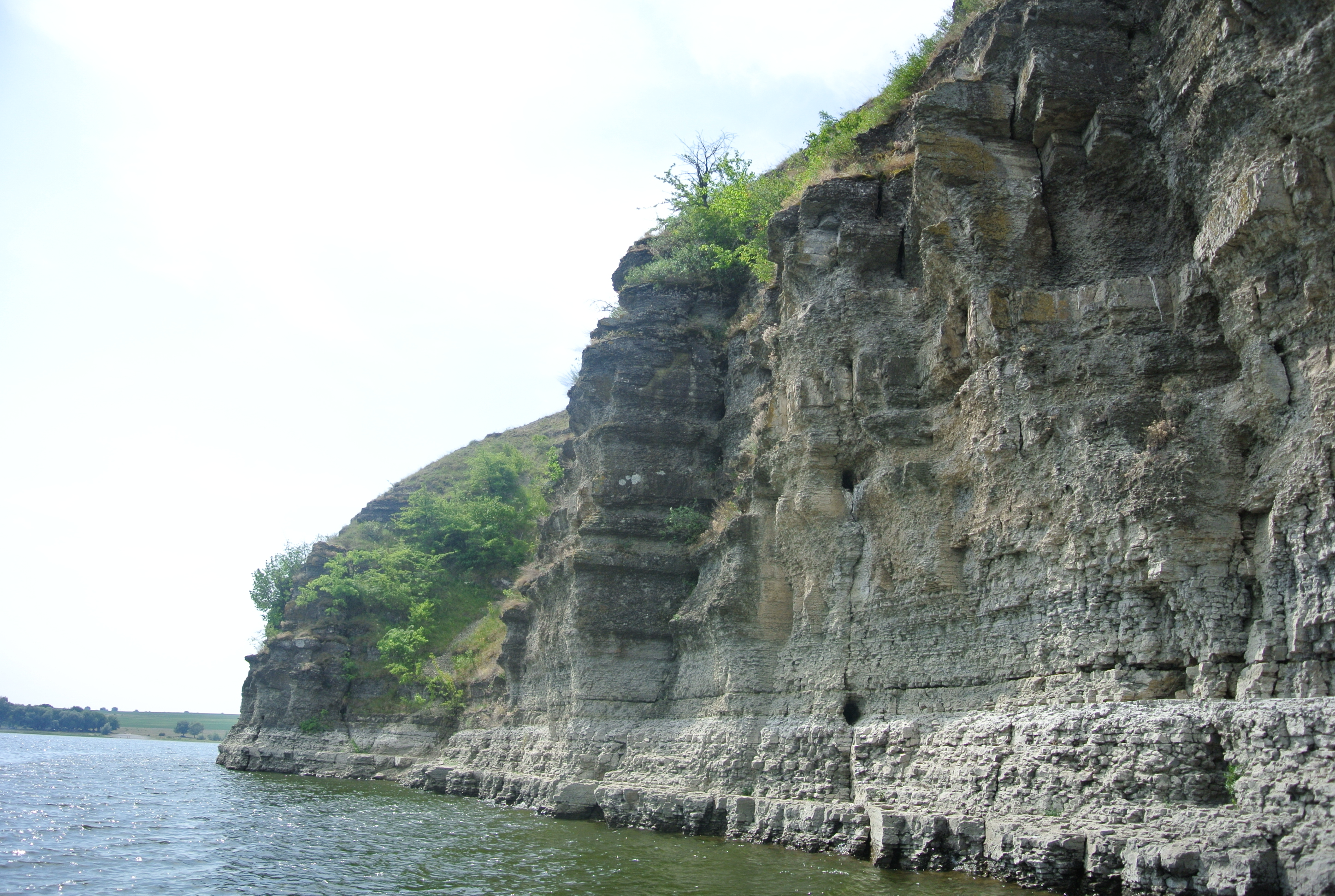
Дністер, село Устя
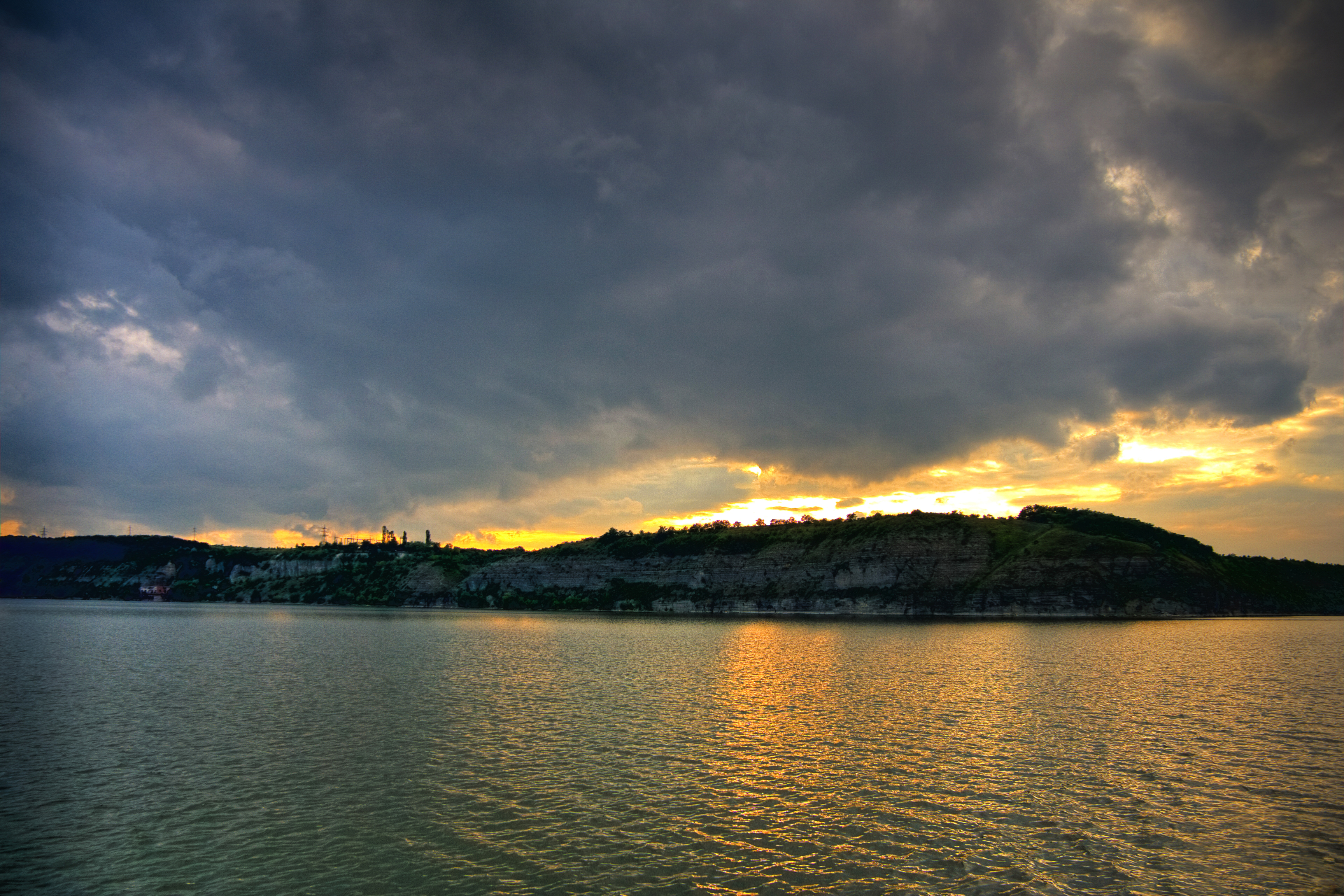
Біля села Устя, Дністер
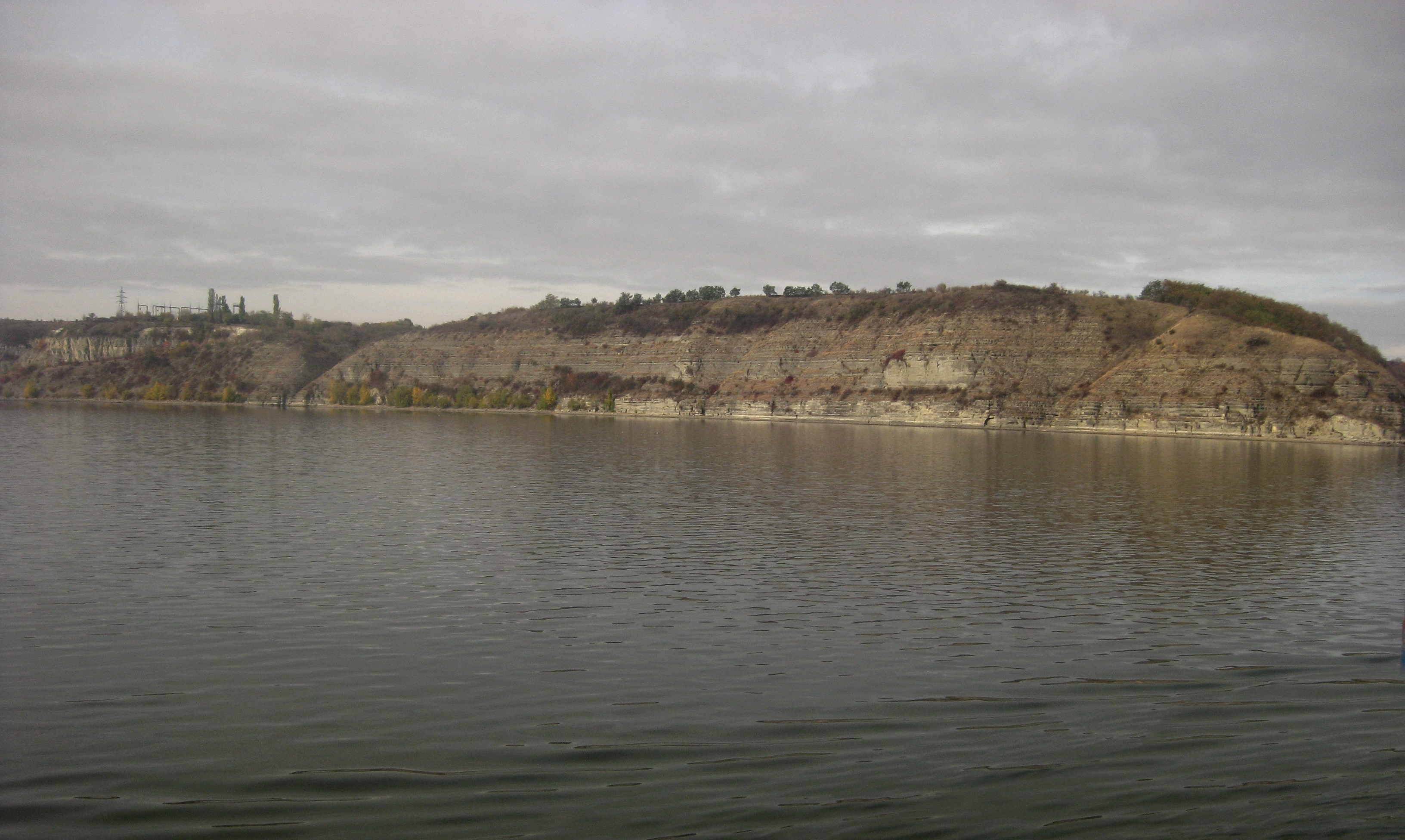
Розріз канилівської свити Устя
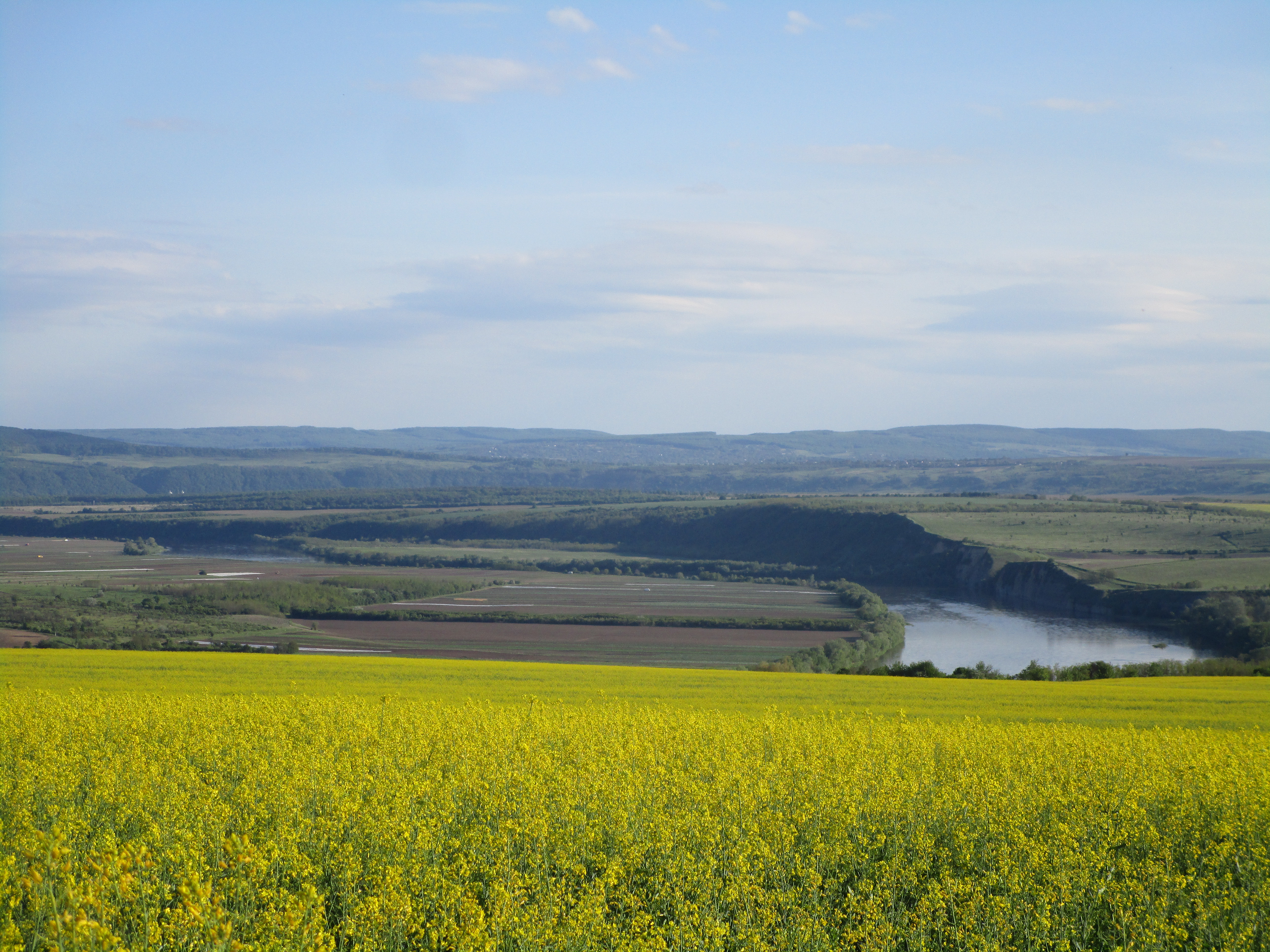
Дністровський каньйон в селі Устя
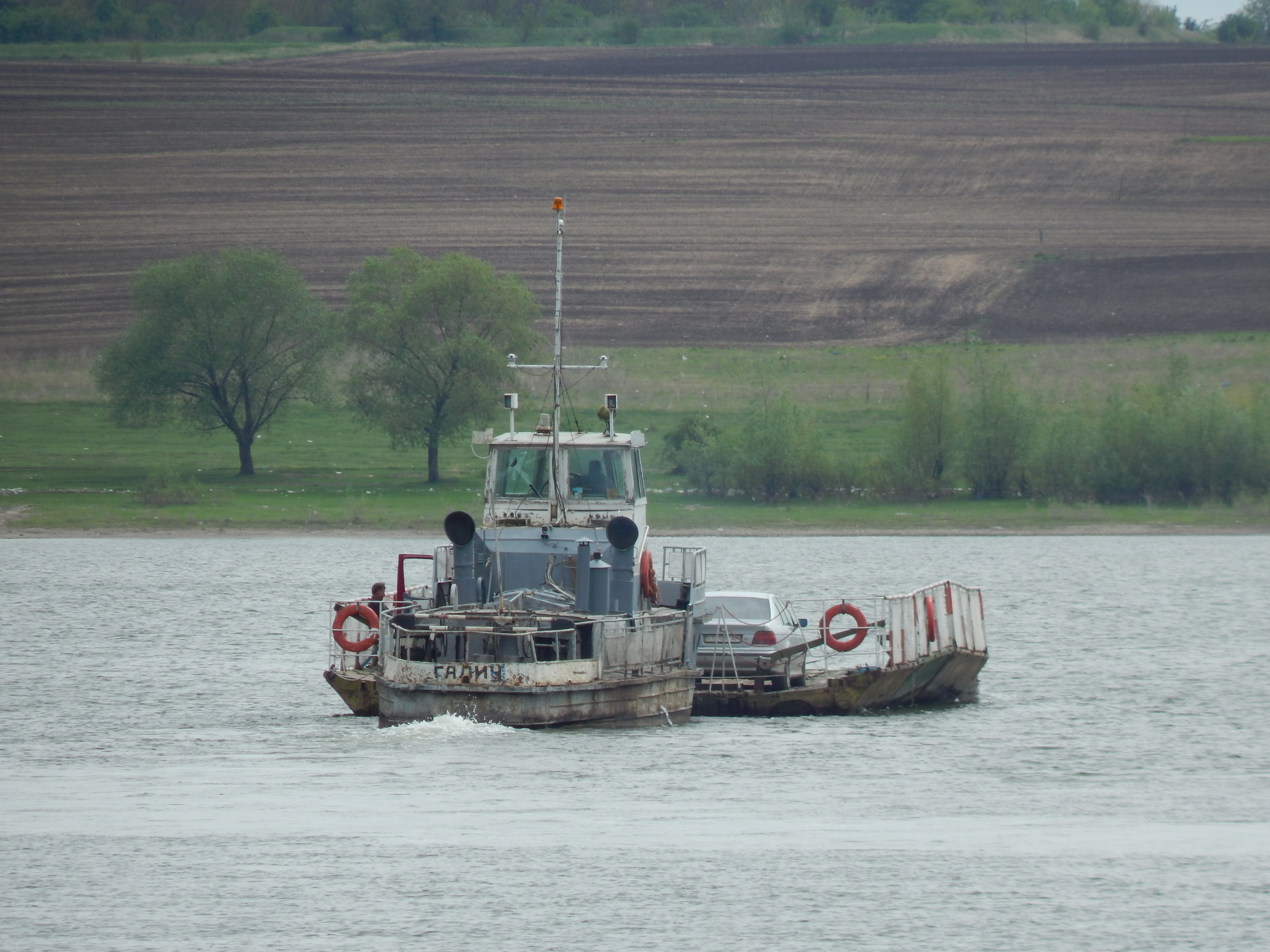
Переправа